# Warren Neidel
Warren-Fernando Neidel (* 9. März 1980 in Tsumeb, Südwestafrika, heute Namibia) ist ein namibischer Fußballspieler.

## Verein
Neidel begann seine Profikarriere bei den Chief Santos. Es folgten weitere Stationen bei Orlando Pirates Windhoek, Benfica Tsumeb und den Benfila Ranger FC. Im Sommer 2008 verließ er die Rangers und unterschrieb einen Vertrag beim SK Windhoek. Dort absolvierte er in zwei Jahren 24 Einsätze und erzielte drei Tore, bevor er im Sommer 2010 zu Black Africa ging.

## Nationalmannschaft
Neidel spielte zwischen 2002 und 2008 in mindestens zwei Spielen für die namibische Fußballnationalmannschaft.